# Jeff Abbott
Pour les articles homonymes, voir Abbott.
Jeff Abbott, né en 1963 à Dallas, est un écrivain américain, spécialisé dans le roman policier et le thriller.

## Biographie
Il fait des études supérieures à l'Université Rice et obtient un diplôme en histoire et en anglais.
Ses premiers titres sont des romans policiers classiques avant qu'il ne se tourne ces dernières années vers le thriller. Un thème récurrent de ses récits est la présence, comme principaux personnages, de gens ordinaires coincés au beau milieu de dangereux complots et de situations périlleuses et qui retournent ensuite à leur vie normale.
Jeff Abbott vit à Austin, au Texas.

## Œuvres

### SérieJordan Poteet
- Do Unto Others (1994)
- The Only Good Yankee (1995)
- Promises of Home (1996)
- Distant Blood (1996)

### SérieWhit Mosley
- A Kiss Gone Bad (2001) Traduit en français sous le titre Faux-semblants par Simon Baril, Paris, Le Cherche Midi, coll. « Ailleurs : thriller », 2008, 408 p.  (ISBN 978-2-7491-0934-3)
- Black Jack Point (2002) Traduit en français sous le titre Entre les morts par Françoise Smith, Paris, Le Cherche Midi, coll. « Ailleurs : thriller », 2010, 375 p.  (ISBN 978-2-7491-1123-0)
- Cut and Run (2003)

### SérieSam Capra
- Adrenaline (2010) Traduit en français sous le titre Adrenaline par Anath Riveline, Paris, J’ai lu, 2013, 419 p.  (ISBN 978-2-290-05938-8)
- The Last Minute (2011)Traduit en français sous le titre Last Minute par Anath Riveline, Paris, J’ai lu, 2014, 509 p.  (ISBN 978-2-290-05939-5)
- Sam Capra’s Last Chance (2012)
- Downfall (2013) Traduit en français sous le titre Downfall par Benjamin Kuntzer, Paris, J’ai lu, 2015, 541 p.  (ISBN 978-2-290-05940-1)
- Inside man (2014)
- The First Order (2016)

### Autres romans
- Panic (2005) Traduit en français sous le titre Panique par Fabrice Pointeau, Paris, Le Cherche Midi, coll. « Ailleurs : thriller », 2006, 420 p.  (ISBN 2-74910-646-X)
- Fear (2006) Traduit en français sous le titre Trauma par Fabrice Pointeau, Paris, Le Cherche Midi, coll. « Ailleurs : thriller », 2007, 421 p.  (ISBN 978-2-7491-0901-5)
- Collision (2008) Traduit en français sous le titre Double Jeu par Simon Baril, Paris, Le Cherche Midi, coll. « Ailleurs : thriller », 2009, 464 p.  (ISBN 978-2-7491-1243-5)
- Trust Me (2009) Traduit en français sous le titre Complot par Maxime Berrée, Paris, Le Cherche Midi, coll. « Ailleurs : thriller », 2011, 617 p.  (ISBN 978-2-7491-1546-7)
- Blame (2017)
- The Three Beths (2018)
- Never Ask Me (2020)
- An Ambush of Widows (2021)

## Prix et distinctions
- Prix Agatha du premier roman 1994 pour Do Unto Others
- Prix Macavity 1995 du meilleur premier roman pour Do Unto Others